# DVTK-stadion
A DVTK-stadion Miskolc legnagyobb stadionja, az Andrássy Gyula u. 61. szám alatt található Újdiósgyőrben. A 2018 májusában átadott új létesítmény befogadó képessége 14 655 fő. A Diósgyőri VTK futballcsapata itt fogadja ellenfeleit, de a sportcélokon kívül a küzdőtér és a stadion egyéb helyiségei más, például kulturális rendezvények számára is alkalmasak.

## A sporttelep

### Az első stadion
A Diósgyőr-Vasgyári Testgyakorlók Köre, azaz a DVTK 1910. február 6-án alakult meg, de stadionjuk nem volt. Edzéseiket, mérkőzéseiket a Kerekdomb alján (a Vasgyári Kórház mellett) kialakított pályán rendezték. Amikor 1912-ben Vanger Vilmost Oka Simon, a Diósgyőri Vas- és Acélgyár főmérnöke váltotta az elnöki székben, azonnal lépéseket tett egy futballstadion létesítése érdekében. A gyár akkori igazgatója, Allender Henrik pártolta az ötletet, és a vezetőség két helyszínt is megjelölt a célra: az egyik a Nagyirodától északra fekvő terület volt, a másik a munkás étterem és a mészárszék, valamint a Szinva és a villamossín közötti rész. Utóbbi mellett döntöttek, és 1911 augusztusára el is készült a stadion. A salakos játéktér 96×46 méteres volt, körülötte szintén salakos futókört alakítottak ki. A fából készült tribün a villamossín felőli oldalon volt, öt sor ülőhelyet tartalmazott. A szemközti, nyugati oldalon voltak az állóhelyek. Az átadási ünnepséget 1911. szeptember 3-án tartották.
A kerületi bajnokságban jól szereplő DVTK pályáját 1922-ben a kor szabványának megfelelő, 110×55 méteresre bővítették, majd amikor már négyszer nyerték meg a kerületi bajnokságot, a nézőteret is át kellett alakítani. A keleti oldalon alakították ki az új állóhelyes részt, a nyugati oldalon pedig új lelátót építettek. Ezt a stadiont 1927. június 16-án avatták fel az ugyanezt a stadiont használó Diósgyőri Athletikai Club (DAC) elleni mérkőzéssel. A DVTK 6:3-ra győzött.

### A második stadion
Az NB-s szereplésre törő DVTK-nak új, korszerűbb stadionra volt szüksége, de Markotay-Velsz Jenő gyárigazgató csak a két rivális vasgyári futballklub, a DVTK és a DAC fúziójához kötötte a forrás biztosítását. Miután ez megtörtént, elkezdődhetett az építkezés előkészítése. A stadion mintáját a berlini olimpiai stadion adta, amit az 1936. évi nyári olimpiai játékokra építettek. A diósgyőri atlétikai szakosztály elnöke, Lucsánszky Géza tanulmányút keretében ismert meg a stadiont, és a füves pálya mérete azonos volt a berliniével. Ugyancsak a berlini stadion mintájára maratoni kapu épült az északi oldalon. A stadion tájolása észak-déli volt. A nyugati oldalon épült meg a klubház, ami egyben ülőhelyes lelátóként is szolgált. A stadion ünnepélyes felavatására 1939. június 25-én került sor, hatezer néző előtt. A Magyar Jövő című napilap így írt az eseményről: „Nagyarányú érdeklődés, impozáns keretek és fényes külsőségek között avatta fel a Diósgyőri MÁVAG Sport Club a vasgyárban épült hatalmas és teljesen korszerű sporttelepét”. A stadionban rendezett első mérkőzésen a diósgyőriek 6:2 arányban legyőzték a Kispest együttesét.
Mivel a csapat mérkőzéseit egyre több szurkoló látogatta, bizonyos felújítási munkákat is meg kellett fontolni. 1950-ben az állóhely nagy részét betonlépcsős kialakítással látták el, a többi helyen megmaradtak a földtöltések, a fedett lelátó előtti oldalon korzóüléseket építettek, a küzdőteret pedig újrafüvesítették. A következő, immár jelentősebb felújításra 1967–68-ban került sor, Dézsi János építészmérnök és Kovács Lehel statikus tervei alapján. A tervek szerint látványos, bástyaformájú lelátók készültek, ezek alatt – többek között – mosdók és vendéglátó egységeket alakítottak ki. A stadion északi végén helyezték el a nagy méretű, elektromos eredményjelzőt, és megújult a futópálya is. A győri Rába ETO Stadion átadásáig ez számított a vidék legnagyobb stadionjának. A sokkal korszerűbbé vált stadion első mérkőzésén – 1968. május 26-án – a DVTK 1:1-es döntetlent játszott a Csepellel. A hivatalos stadionavatót azonban június 7-én tartották meg egy minitornával, a DVTK, a Poprád és a Třinec csapatainak részvételével. Bár a stadion hivatalosan 25 000 néző befogadására volt alkalmas, az 1968. november 27-én megtartott, Ferencváros elleni mérkőzésen – máig nézőcsúcsnak számító – mégis 35 000 szurkoló volt jelen.
A stadionban a gyepszőnyeget utoljára 1977-ben cserélték, akkor építették a régi gyeptéglák felhasználásával az első füves edzőpályát. A kétezres években belekezdtek a tovább már nem halogatható felújításba, 2003. november 15-én avatták a stadion világítását, a következő ütemben, 2006. április 23-án adták át a teljesen felújított, még 1939-ben épült klubházat. A harmadik ütemben, 2010. március 6-án, a hét keleti bástyaszektor helyén adták át a 3137 ülőhelyes új fedett lelátót, a megújult napos oldalt vizesblokkokkal, büfével. Az építkezés költsége kb. 400 millió forint volt. A pálya körül rekortán futópálya volt. Közben 2009 elejére készült el a volt birkózócsarnokból kialakított fedett műfüves futsal (kézilabda) pálya. 2011 novemberétől 2012 áprilisáig tartott az edzőpályák fejlesztése. A két régi pályát felújították és két másikat építettek, így már négy edzőpálya állt a labdarúgók rendelkezésére, két füves és két műfüves, mind villanyvilágítással ellátva.
A 2007–2008-as szezonban a szponzoráció keretében a stadion neve DVTK Borsodi Aréna volt.

### A harmadik stadion
A régi stadiont lebontották, a munkálatok 2016. november 2-án kezdődtek meg. Elbontották a klubházat és a rekortán futópályát, a napos oldali lelátó, a világítás és az eredményjelző az MVSC-pályára kerül át. Az atléták számára a Miskolci Egyetem területén építettek egy teljes atlétikai sporttelepet, tízsávos futópályával és fedett futófolyosóval. A DVTK stadion mellett, 2016. április 10-én adták át a klub új edzőközpontját, illetve annak főépületét.
Az új stadiont 2018 májusában adták át, az első hivatalos mérkőzést a Mezőkövesdi SE ellen játszotta a Diósgyőr, és 1–0-ra kikapott.
A stadion kiemelt jelentőségű beruházásként épült fel, a beruházás költsége 13 milliárd forint volt. Befogadó képessége 14 655 fő, mind ülőhely. A szurkolók 18 feljáraton közelíthetik meg a piros-fehér színkombinácijú ülésekkel berendezett fedett lelátót. A szurkolói részen kívül kialakítottak 18 úgynevezett sky-boxot (speciális VIP-páholy), a VIP-férőhelyek száma 478. A lelátók alatt vannak a szurkolói büfék és mosdók, az északi, Andrássy útra néző oldal földszintes épületében vannak a pénztárak, a söröző és az ajándékbolt. A labdarúgó pálya alácsövezett, automata locsoló berendezéssel rendelkezik, és alulról fűthető. A lelátó vasbeton szerkezetű, az erősen kinyúló tető és a lépcsős lelátó kívülről könnyűfém burkolattal fedett. A világító szerelvények a tető fölé nyúlnak. Az öltözők, a bírói, orvosi és egyéb kiegészítő helyiségek a főépület földszintjén helyezkednek el. Az irodák, a média stúdiók és a sky-boxok a második emeleten kaptak helyet, a járható tetőn helyezték el a média közvetítő állásokat.

### Megközelítés
A stadion számos módon megközelíthető. A tömegközlekedést igénybe véve a városban az 1-es számú villamosjárattal, valamint 1-es, 6-os és az 54-es számú autóbuszokkal. Személy-gépkocsival Budapest és Debrecen irányából az M3-as, M30-as autópálya, a Miskolc-Észak kijárat után végig a József Attila utcán, majd a Búza-téren át, az északi tehermentesítőn, valamint a Győri-kapu utcákon át, vagy a déli tehermentesítőn és az Újgyőri főtéren keresztül.

### Nemzetközi mérkőzések
A DVTK-stadionban rendezett klub és válogatott nemzetközi mérkőzések:
| Dátum                | Bajnokság                    | Mérkőzés                             | Eredmény |
| -------------------- | ---------------------------- | ------------------------------------ | -------- |
| 1960. július 10.     | KK                           | Diósgyőri VTK – UD Palermo           | 0 – 2    |
| 1970. november 4.    | KK                           | Diósgyőri VTK – TJ Lokomotíva Košice | 2 – 0    |
| 1971. március 31.    | KK                           | Diósgyőri VTK – NK Čelik Zenica      | 1 – 0    |
| 1977. szeptember 28. | KEK                          | Diósgyőri VTK – Beşiktaş JK          | 5 – 0    |
| 1977. október 19.    | KEK                          | Diósgyőri VTK – HNK Hajduk Split     | 2 – 1    |
| 1979. május 30.      | Olimpiai előselejtező        | Magyarország – Románia               | 3 – 0    |
| 1979. október 3.     | UEFA                         | Diósgyőri VTK – SK Rapid Wien        | 3 – 2    |
| 1979. november 7.    | UEFA                         | Diósgyőri VTK – Dundee United FC     | 3 – 1    |
| 1979. november 14.   | Olimpiai selejtező           | Magyarország – Lengyelország         | 2 – 0    |
| 1979. november 24.   | Olimpiai selejtező           | Magyarország – Csehszlovákia         | 3 – 0    |
| 1979. november 28.   | UEFA                         | Diósgyőri VTK – 1. FC Kaiserslautern | 0 – 2    |
| 1980. szeptember 3.  | KEK                          | Diósgyőri VTK – Celtic FC            | 2 – 1    |
| 1998. június 20.     | Intertotó                    | Diósgyőri FC – Sliema Wanderers FC   | 2 – 0    |
| 1998. július 11.     | Intertotó                    | Diósgyőri FC – Altay Izmir           | 0 – 1    |
| 2022. július 22.     | UEFA Európa Konferencia Liga | FC Shahkter Soligorsk – CS Fola Esch | 1 – 2    |

## Érdekességek
- A DVTK (akkor DiMÁVAG néven) 1940. augusztus 25-én játszotta első élvonalbeli mérkőzését a stadionban (DiMÁVAG–WMFC Csepel: 3:4).
- Az első nemzetközi mérkőzést 1960-ban játszotta a csapat a Palermo FC ellen, a Közép-európai kupa keretében.
- 1968. november 27-én a DVTK 35 000 néző előtt fogadta a Ferencváros csapatát. Ez mindmáig a legnagyobb nézőszámú bajnoki mérkőzés Miskolcon. A meccset a zöld-fehérek nyerték 2:3 arányban.
- A Diósgyőr 1977 novembere és 1979 májusa között veretlen volt hazai pályán a bajnokságban. Ezalatt az idő alatt 24 mérkőzésből 17-et nyert meg a csapat az Andrássy utca 61-ben. Érdekesség, hogy a széria előtti utolsó vereség, illetve a veretlenség vége is a Videoton csapatához fűződik: 1977 novemberében 2–1 arányban nyert a nyugati együttes Miskolcon, míg 1979 májusában Csongrádi Ferenc találatával győzött a Fehérvár.
- Emlékezetes mérkőzés volt az 1998-as NB1-es DFC–Videoton mérkőzés (4–1), ahol utoljára védett az akkor 49 éves Veréb György.
- 1973. június 10-én a stadionban rendezték Magyarország első egész napos pop-rock fesztiválját, a „magyar Woodstockot”, amiért Miskolcot a magyar rock fővárosának mondják.
- A régi DVTK-stadionban 2016. október 23-án, a Ferencváros ellen vívta utolsó mérkőzését a csapat, a fővárosi gárda 2–3-ra győzött.
- A Stadium Database internetes portál a DVTK-stadiont választotta 2018 legszebb létesítményének.[12]

## Galéria

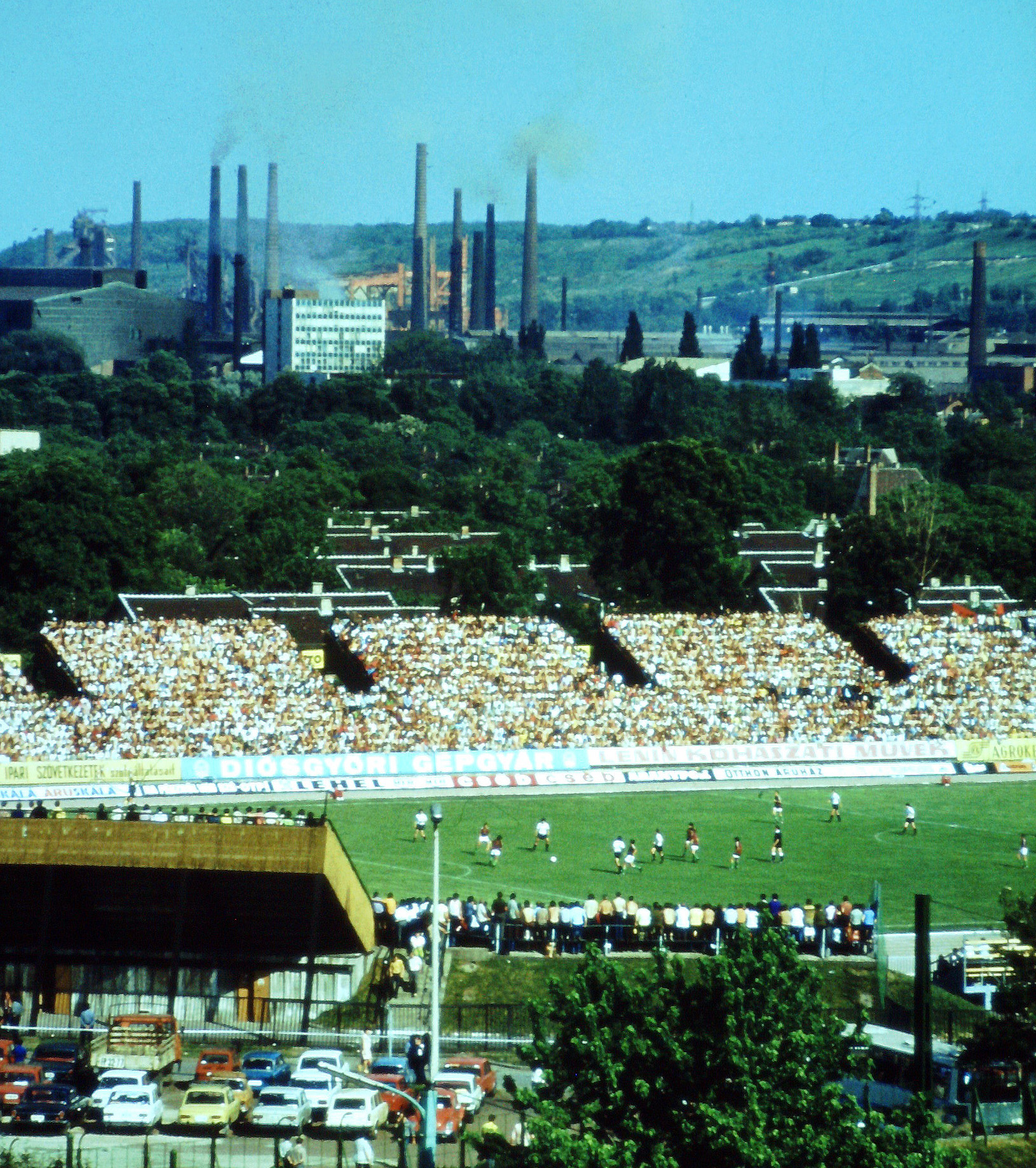
Nemzetközi mérkőzés a stadionban, 1979-ben
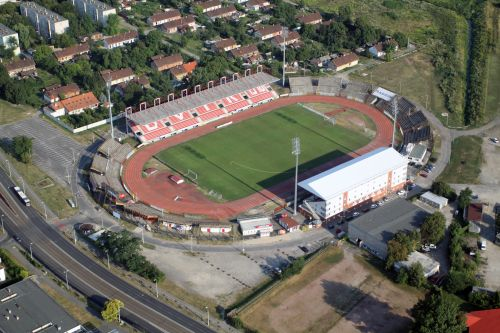
A stadion látképe a napos oldali lelátó elkészülte után
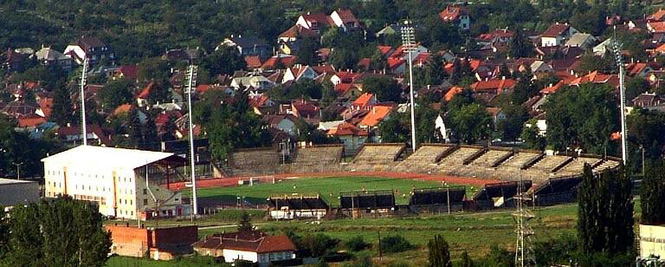
A régi stadion